# Antiga residência de Maria Annunciada Chaves
A antiga residência de Maria Annunciada Chaves é um prédio histórico e biblioteca da jurista e professora Maria Annunciada Chaves, situado no bairro de nazaré na cidade brasileira de Belém (estado do Pará). Tombado em 2010 como patrimônio estadual Departamento de Patrimônio Histórico, Artístico e, Cultural (DPHAC/Secult).

## História
Localizado no bairro de Nazaré em Belém, na capital do Pará, a antiga residência de Maria Annunciada Chaves abriga o acervo da jurista e professora, Maria. Considerada uma das principais intelectuais e juristas de seu tempo, seu acervo é composto por uma série de documentos caros para sua formação na área do Direito, mas também é composta por uma série de outras massas documentais, como: jornais, revistas, materiais em francês e em latim, Filosofia, História, Ciências Políticas, Economia, Geografia, dentre outros flancos.
Estima-se que o acervo possua doi mil volumes que compõem sua massa documental. Além da preservação documental, atualmente, o arquivo recebe pesquisadores que buscam entender inúmeras questões sobre a história paraense, questões sociais e, a formação moderna do estado.

## Tombamento
Ainda em 20 de dezembro de 1990, no governo de Hélio Gueiros (PMDB), a Secretaria de Estado de Cultura (SECULT), emitiu uma certidão pedindo o tombamento histórico do imóvel.
Dada sua importância histórica, em agosto de 2010, o prédio e o acervo passaram pelo processo de tombamento definitivo pelo Departamento de Patrimônio Histórico, Artístico e Cultural (DPHAC) do SECULT do estado do Pará, durante a gestão de Ana Júlia Carepa (PT).